# Sjevernokavkaski jezici
Sjevernokavkaski jezici hipotetska je jezična porodica koja obuhvaća jezike sjevernog Kavkaza u Rusiji i dijelova Gruzije i Azerbajdžana. Osnovna joj je podjela na sjeveroistočne i sjeverozapadne koji su potvrđene porodice. 
a) sjeveroistočni (avarsko-andodidojski) (29):
a1. avarsko-andijski (9) Rusija: ahvahski, andijski, avarski, bagulalski, botliški, čamalalski, godoberinski ili godoberski, karatajski, tindijski.
a2. darginski (1) Rusija: darginski (dargva)
a3. hinaluški (1) Azerbajdžan: hinaluški
a4. lakski (1) Rusija: lakski
a5. lezginski (9) Rusija, Azerbajdžan: agulski, arčinski, buduški, cahurski, krizijski (džekski), lezginski, rutulski, tabasaranski, udinski.
a6. nahski (3) Gruzija, Rusija: bacbijski, čečenski, inguški.
a7: cezijski ili didojski (5) Rusija: hunzipski, kapučinski, didojski, hinuški, hvaršinski.
b) sjeverozapadni (5):
b1. abhasko-abazinski (2) Gruzija, Rusija: abazinski, abhaski
b2. čerkeski (2) Rusija: adigejski, kabardinski
b3. ubiški (1) Turska: ubiški.

## Vanjske poveznice
- Ethnologue (14th)
- Ethnologue (15th)